# Trina Solar
Trina Solar ist ein chinesisches Unternehmen mit Sitz in der Provinz Jiangsu und zahlreichen Niederlassungen in den USA, Europa und Asien. Es ist im Solaraktienindex PPVX verzeichnet und an der Börse Shanghai notiert. Es wurde im Dezember 1997 von Jifan Gao gegründet. Es entwickelt und produziert Ingots, Wafer, Solarzellen und Solarmodule. In den letzten Jahren war es wiederholt auf der Fortune-Liste der 100 am schnellsten wachsenden Unternehmen der Welt vertreten (2011 auf Platz 18). Trina Solar verfolgt ein vertikal integriertes Geschäftsmodell, das die Produktion von Ingots, Wafern und Zellen bis hin zu fertigen Solarmodulen an einem Standort zusammenfasst. Bis Ende 2014 hatte das Unternehmen nach eigenen Angaben weltweit Solarmodule mit einer Gesamtleistung von 11 GW ausgeliefert. Im Geschäftsjahr 2014 wurden 3,66 GW abgesetzt.; damit wurde Trina Solar 2014 zum weltgrößten Modulhersteller. Trina Solar war seit 2006 an der New York Stock Exchange (NYSE) notiert.

## Kritik
Laut einem Bericht der britischen Zeitung The Guardian bezieht Trina Solar Polysilizium zur Herstellung von Solarzellen aus der Zwangsarbeit von Uiguren in Xinjiang.